# Cheilosia impressa
Cheilosia impressa es una especie de sírfido. Se distribuyen por el paleártico en Eurasia.